# Lolium

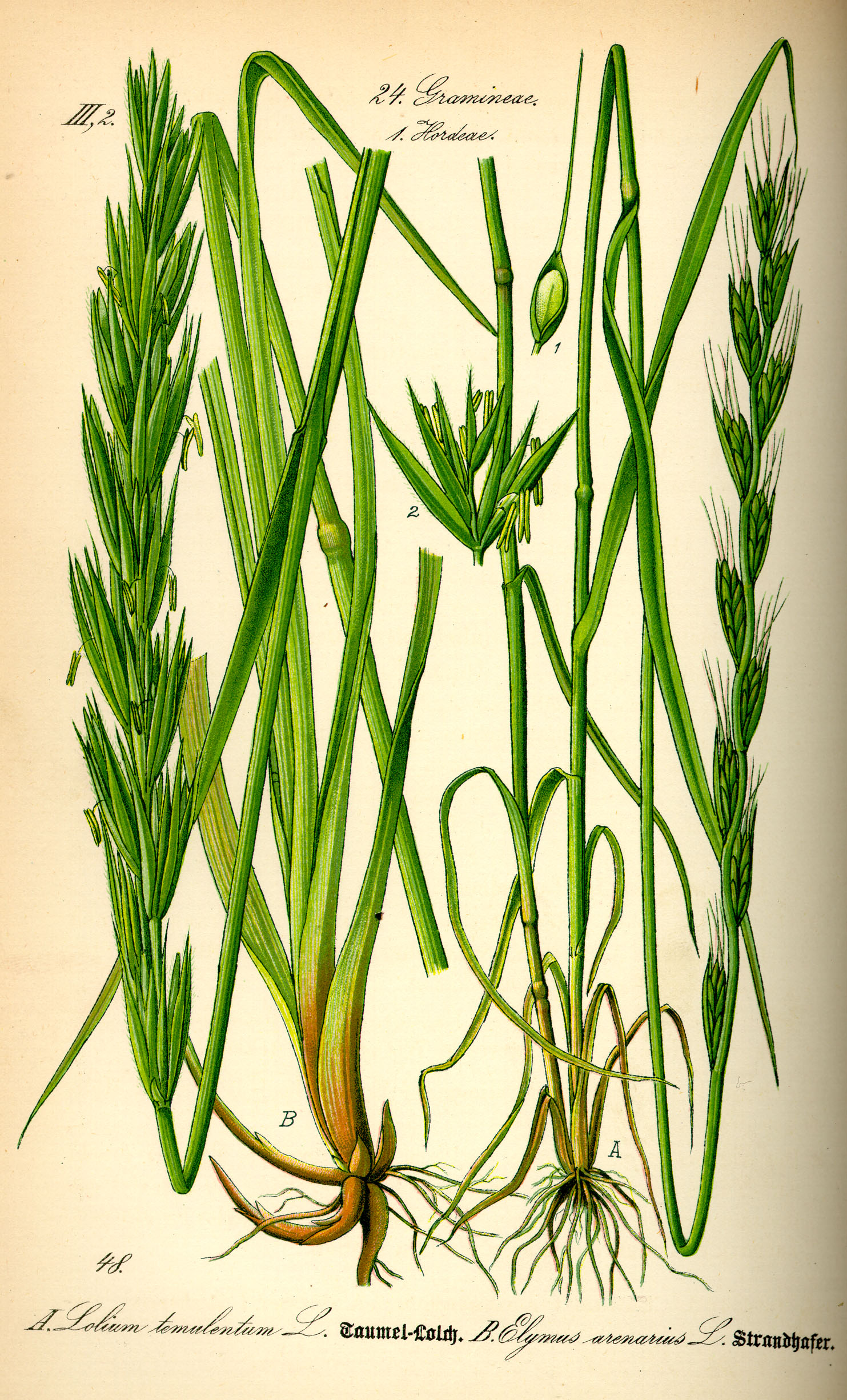
Lolium

Лоліум, пажитниця, костриця, рижій (Lolium) — рід пухнастих злаків підродини мятликових (Pooideae). Його часто називають райграсом, але цей термін іноді використовують для позначення трав інших родів.
Лоліум росте у Європі, Азії та у Північній Африці, а також культивується та натуралізується в Австралії, Америці та на різних островах Океанії. Лоліум за своєю природою диплоїдний, з набором хромосом 2n=14, і тісно пов'язані з родом Костриця.

## Поширення
Місцевим ареалом цього роду є Макаронезія, Мавританія, Європа, Азія до Сибіру та Кореї, до Кавказу та Індійського субконтиненту.

## Таксономія
Належить до царства Рослини, типу
Streptophyta, класу Хвощеподібні, підкласу
Магнолієві, порядок тонконогоцвіті, родини Злакових, роду Лоліум.

## Різноманітність
Включає в себе 32 види.
Наприклад: Пажитниця п'янка, па́житниця багаторі́чна та інші. 

## Резистентність
Деякі представники роду мають високу резистентність до гербіцидів.
У 2006 році в штаті Міссісіпі було виявлено стійкий до гліфосату Lolium.